# Der Spion, der mich liebte (Roman)
Der Spion, der mich liebte ist der zehnte Teil von Ian Flemings James-Bond-Buchreihe und wurde 1962 in England unter dem Titel The Spy Who Loved Me erstmals veröffentlicht. Auf Deutsch erschien er 1966 beim Scherz Verlag. Im September 2013 publizierte Cross Cult eine ungekürzte Neuübersetzung.
In Abkehr von den Vorgängern wird der Roman aus der Ich-Perspektive der Hauptfigur Vivienne Michel erzählt und Bond tritt erst im letzten Drittels der kurzen Geschichte auf. Dieses Experiment stieß durchweg auf Ablehnung, und so verfügte Fleming, dass, abgesehen vom Titel, nichts davon in einem Film verwendet werden dürfe. Daher hat Der Spion, der mich liebte (1977) mit Roger Moore in der Hauptrolle keinerlei Bezug zur Romanhandlung.

## Handlung
Die Erzählung ist in drei Teile gegliedert: Ich, Sie und Er.
Oktober 1960: Im Ersten Teil erzählt die Erzählerin Vivenne („Viv“) Michel von ihrem früheren Leben und wie sie dorthin kam, wo sie derzeit ist. Die attraktive Frau befindet sich im Dreamy Pines Motor Court Motel im US-Bundesstaat New York. Dieses Motel befindet sich 15 Meilen westlich von Lake George und 80 km nördlich von Albany in den Adirondacks. Eines Abends tobt ein heftiger Sturm über die Adirondacks. Vivienne Michel befindet sich alleine in dem Motel. Sie hatte den Geschäftsführern, den Eheleuten Phancey, versprochen, für eine Nacht darauf aufzupassen. Dabei erzählt sie zunächst von ihrem früheren Leben: Sie ist Franko-Kanadierin, im Oktober 1960 23 Jahre alt und stammt aus Québec, genauer aus Sainte Famille an der Nordküste der Île d’Orléans. Ihre Eltern kamen bei einem Flugzeugabsturz ums Leben, als sie acht Jahre alt war. Sie wuchs bei ihrer Tante auf. Nachdem sie sich der religiösen Tradition ihrer Familie widersetzte, kam sie im Alter von 16 Jahren nach England. Das Verhalten der Franko-Kanadier empfand sie als überheblich. In London besuchte sie ein Internat, das sog. Astor House. In dieser Zeit lernte sie ihren ersten Freund Derek Mallaby kennen, der eine Schule in Oxford besuchte. Allerdings war sie im Gegensatz zu ihm noch nicht bereit, ihre Liebe sexuell auszuleben. Eines Abend wollte Derek mit ihr in einem Kino (genauer: dem Royalty Kinema in der Farquhar Street) schlafen, sie wurden aber vom Portier erwischt und aus dem Kino geworfen. Danach schliefen die beiden in einem Park miteinander. Danach distanzierte sich Derek von Vivienne und teilte ihr schließlich mit, dass er in Oxford mit einer anderen Frau fast verlobt sei und sich daher von ihr trenne. Im Anschluss lernte Vivienne den Journalisten Kurt Rainer vom Verband Westdeutscher Zeitungen kennen, einer Nachrichtenagentur. Vivienne begann für ihn in London zu arbeiten. Nachdem die beiden beruflich zunehmend miteinander zu tun hatten und Kurt Rainer sich von seiner Verlobten trennte, wurden er und Vivienne ein Paar. Eines Tages wurde sie von ihm schwanger. Er akzeptierte dies nicht und wollte eine deutsche Frau heiraten. Er schickte sie zu einem Arzt nach Zürich und gab ihr das notwendige Geld für eine Abtreibung. Vivienne folgte dem und ließ das Kind abtreiben. Danach kehrte sie nach London zurück und erwarb eine Vespa. Anfang September 1960 flog sie nach Kanada und wollte mit ihrer Vespa über die Route 9 von Québec aus Richtung Florida fahren. Während der Fahrt hielt sie im Dreamy Pines Motor Court Motel. Sie wollte dort etwas essen und übernachten. Dabei erfuhr sie, dass der Eigentümer der Anlage ein Mr. Sanguinetti ist, der in Troy lebt. Die Eheleute Phancey, die Geschäftsführer, boten ihr an, für zwei Wochen gegen volle Kost und Logis und 30 Dollar pro Woche als Empfangsdame zu arbeiten. Mr. Phancey wurde gegenüber Vivienne immer wieder sexuell übergriffig, teilweise täglich, obwohl seine Frau dies mitbekam. Vivienne wehrte ihn regelmäßig ab und war froh, als beide sie für eine Nacht alleine ließen. Gleichwohl veränderte sich das Verhalten der Phanceys gegenüber Vivienne kurz vor ihrer Abreise aus zunächst unbekannten Gründen.
An dem Abend, als sie alleine ist, setzt auch die Erzählung wieder an.
Zwei Männer klopfen an der Tür, die sich zunächst als Mitarbeiter einer Versicherungsfirma vorstellen, die eine Inventur durchführen müssten. Vivienne lässt beide eintreten. Allerdings stellte sich schnell heraus, dass es sich bei den Männern um eiskalte Killer handelt: Sluggsy Morant und Sol „Horror“ Horowitz. Sie sind brutal zu Vivienne, versuchen auch immer wieder, sie sexuell zu belästigen. Gleichwohl teilen sie ihr nicht mit, was ihr Plan/Ziel ist. Es zeigt sich schnell, dass Sluggsy Morant ein guter Pistolenschütze ist und an einer Krankheit namens Alopecia totalis (keine Haare am ganzen Körper) leidet. Als Vivienne einen Fluchtversuch unternimmt, wird sie wieder zurückgebracht und misshandelt. Im Anschluss versucht Sluggsy Morant, Vivienne zu vergewaltigen, als es wieder an der Tür des Motels klopft.
Wie sich herausstellt, handelt es sich bei dem Besucher um James Bond. Er befand sich wegen einer durch „SPECTRE“, unter Mitarbeit eines ehemaligen Gestapo-Angehörigen namens Horst Uhlmann, geplanten Eliminierung eines russischen Überläufers („Boris“) in Toronto, durch eine kanadische Verbrecherorganisation („Die Mechaniker“). Wegen amerikanischer Verbindungen dieser kanadischen Verbrecherorganisation war Bond von Kanada aus auf der Route 9 mit dem Auto Richtung Washington, D.C. unterwegs, um dort Bericht zu erstatten. Dabei musste er im Dreamy Pines Motor Court Motel halten, da er eine Reifenpanne hatte und das Schild „Zimmer frei“ aufleuchtete. Bond wollte dort für eine Nacht übernachten. Vivienne war äußerst erleichtert über sein Besuch und fühlte sich von nun an sicherer. Die beiden kommen ins Gespräch und verstehen sich auf Anhieb gut. Die beiden Männer Sluggsy und Horror haben Respekt vor Bond und halten sich mit ihren Gewaltausbrüchen zurück. Vivienne erzählt Bond die Vorkommnisse. Bond glaubt ihr, kann jedoch auch nicht erkennen, was der Plan der Killer ist. Gegen später gehen beide zu Bett, wobei sie in getrennten Hütten des Motels schlafen. In der Nacht wacht Vivienne auf, da Sluggsy in ihrem Zimmer steht und auf sie einschlägt. Er war durch den Schrank in das Zimmer eingedrungen, das Bond zuvor mit einem Keil unter der Türe verriegelt hatte. Sie wird bewusstlos. Als sie wieder zu sich kommt, wird sie von Bond aus den brennenden Hütten des Motels gerettet. Zuvor, als die beiden Killer versucht hatten, auch Bond zu töten, allerdings nur auf eine in seinem Bett liegende Attrappe schossen, konnte er durch den Wald fliehen und Vivienne aus der brennenden Hütte retten. Die beiden Killer versuchten im Anschluss, mehrere Fernseher zu stehlen, werden aber von Bond gestellt. Als Vivienne Sluggsy entwaffnen soll, wehrt sich dieser und Sluggsy und Horror versuchen, mit dem Wagen zu fliehen. Bond schießt auf beide, sie kommen von der Straße ab und der Pkw versinkt in einem See. Bond und Vivienne gehen davon aus, dass beide tot sind. Es wird klar, dass der Eigentümer Mr. Sanguinetti zusammen mit den Phanceys einen Versicherungsbetrug plante. Vivienne sollte in den Überresten des Motels gefunden werden, damit klar war, dass sie selbst den Brand aus Unachtsamkeit durch eine umfallende Öl-Lampe ausgelöst hatte.
Bond und Vivienne legen sich in eine der Hütten und schlafen miteinander. Plötzlich steht Sluggsy wieder am Fenster. Bond zieht seine Waffe unter dem Kopfkissen hervor und erschießt ihn. Bond lässt Vivienne am nächsten Morgen allein im Bett zurück. Er war weitergefahren und hatte ihr nur einen Brief hinterlassen. Er sorgte aber dafür, dass Viv das Kopfgeld für die beiden Killer bekam, die – wie sich herausstellt – steckbrieflich gesucht wurden. Ferner soll sie von der Versicherung eine Belohnung erhalten.
Die Erzählung endet mit einem Gespräch zwischen Viv und Captain Stonor aus Glens Falls von der Polizei. Er erzählt Viv von seinem Job und teilt ihr mit, dass es sich sowohl bei den beiden Killern als auch bei den Geheimagenten dem Grunde nach um „böse“ Menschen handele, wenn auch Letztere auf der Seite des Gesetzes stehen. Sie solle sich in ihrem weiteren Leben von derartigen Menschen besser fernhalten. Viv nimmt dies auf und fährt mit ihrer Vespa weiter Richtung Süden.